# David Young Cameron
Pour les articles homonymes, voir Cameron.
David Young Cameron, né le 28 juin 1865 à Glasgow et mort le 16 septembre 1945 à Perth, est un artiste peintre et un graveur écossais. Il est un membre de la Royal Academy. Il est le frère de Katharine Cameron.

## Biographie
David Young Cameron est né le 28 juin 1865 à Glasgow,, au 1 Queen's Terrace. Il est le quatrième des neuf enfants du révérend Robert Cameron (1825-1898), ministre de l'Église presbytérienne à Glasgow, et son épouse, Margaret Johnston. La mère de David Young Cameron est une aquarelliste. Il fait ses études à The Glasgow Academy. Vers 1881, il commence à étudier à la Glasgow School of Art. Il commence à graver à l'âge de dix-huit ans. En 1885, il s'inscrit à l'Edinburgh Schools of Art. Il devient un graveur habile, se fait une renommée et acquiert une reconnaissance internationale dans les années 1890. Il est élu membre associé de la Société Royale des peintres (RE) en 1889. En 1895, il est élu Fellow de la RE. Il expose régulièrement à partir de 1889 et jusqu'en 1902, avant de démissionner en 1903.
Ses sujets comprenaient des études d'architecture, dont il a produit un certain nombre d'«ensembles» et de paysages populaires. Il a reçu diverses médailles et récompenses pour ses gravures. C'est pendant ce temps qu'il a publié un certain nombre d'ensembles de gravures (tels que The Clyde Set, The North Holland Set et The North Italian Set). En général, ses tirages comportent des zones de grande obscurité, compensées par des points forts. Cameron deviendrait plus tard connu pour ses intérieurs d'église et ses paysages stériles de l'Écosse en pointe sèche. La légèreté de ces pointes sèches était en contraste visuel avec la roche et l'eau des sujets. Il a été très recherché par les collectionneurs, jusqu'à ce que le Krach de 1929 ait provoqué un effondrement des prix des tirages en général. Il a exploité sa popularité en produisant un nombre sans précédent d'états de ses tirages, et on croit qu'il tient le record à vingt-huit états dans un cas.
En plus d'être bien connu en tant qu'aquafortiste, l'artiste a également produit de nombreuses peintures à l'huile et des croquis d'aquarelles de paysages et de sujets d'architecture. La première peinture à l'huile connue de Cameron date de 1883. Son travail a été influencé par les Glasgow Boys et l'École de La Haye. Sa première exposition de 14 peintures a reçu des critiques mitigées. Parmi les nombreux bons avis, d'autres ont décrit son travail comme dépourvu de subtilité et de substance avec trop de concentration sur la décoration. Cela s'explique en partie par son romantisme de ses sujets. À partir de 1900, il a cessé d'exposer des portraits et des études de figures, en se concentrant uniquement sur les paysages et les sujets d'architecture dans sa peinture et sa gravure.
En 1899, lui et sa femme se sont installés à Kippen dans les Highlands. C'était près de Stirling avec des vues de Ben Lomond et à travers le château de Stirling. Ils ont vécu dans le village pour le reste de leur vie, ainsi que pour garder une maison à Londres. Ils ont également effectué des voyages réguliers à l'étranger, y compris des visites à travers l'Italie et la France. L'Italie a inspiré un certain nombre de gravures de sujets d'architecture, avec des intérieurs d'églises qui prouvent leur succès. Ses gravures, qui ont examiné la lumière et l'ombre, montrent encore l'influence de l'école de La Haye ainsi que de Whistler et de Rembrandt.
En 1901, il devient membre de la société anti-Royal Academy, l'International Society of Sculptors, Painters and Gravers (plus tard, The International) qui a été fondée par Whistler en 1898. Il a exposé avec la société de 1898 et a ensuite servi sur son conseil . À la suite de sa démission de la RE, Cameron et 11 autres artistes ont formé The Society of Twelve en 1904 dans le but de promouvoir l'impression originale. Il est devenu membre de la Royal Society of Painters in Water Colours en 1906. Il a été élu Associé de la Royal Scottish Academy (RSA) en 1904 (lors de sa sixième tentative) et est devenu RsA en 1918. Ayant déjà été élu Associé de l'Académie royale (ARA) dans la classe de gravure en 1911, en 1916, il a également été élu ARA pour sa peinture. En 1920, il a été élu Royal Académicien (RA). Au cours de ces années, le travail de Cameron a également été exposé à la Royal Society of Oil Painters, au Royal Glasgow Institute of the Fine Arts, à la Walker Art Gallery à Liverpool, ainsi qu'à des expositions à l'étranger.
Après 1907, le travail de Cameron montre une plus grande attention aux sujets du paysage écossais et, de 1908 à 1917, il est passé de la gravure à la peinture. À cette époque, il a en grande partie cessé d'inclure des personnages dans ses compositions, en dehors de ses études d'architecture. À cette époque, ses œuvres recevaient une grande ferveur critique et il était bien connu à la fois au Royaume-Uni et à l'étranger. Vers 1908, son travail a commencé à s'illuminer en couleur, avant que le travail de Cameron n'ait été critiqué pour être trop sombre avec une forte utilisation des tons marron. Les visites en France et en Italie dans les années 1920 semblaient avoir une influence supplémentaire sur ses œuvres et entraîné une palette beaucoup plus brillante. Sa peinture peut être caractérisée par un intérêt pour la tonalité et la conception sur la couleur et les détails. En même temps, il y a eu un changement d'influence des Glasgow Boys et leur style décoratif et il est devenu connu pour ses paysages atmosphériques montagneux.
Cameron était bien connu et aimé dans le monde de l'art et a organisé de nombreux rendez-vous dans les sociétés et les conseils d'administration. Lors de la retraite du président de la RsA, Sir James Guthrie, en 1919, il a été suggéré que Cameron assure la présidence. Il a toutefois refusé, invoquant trop de responsabilités existantes à Londres.
En 1917-18, Cameron a été mandaté par le gouvernement canadien pour peindre la guerre en France. Cameron a été chevalier en 1924 et a été fiduciaire de la Tate de 1921 à 1927 et à la Galerie nationale d'Écosse, et a été le King's Painter et Limner (en) en Écosse en 1933.
David Young Cameron est mort le 16 septembre 1945 à Perth,.
Il a exécuté plus de cinq-cents gravures à l'eau-forte.

## Œuvre
David Young Cameron s'est fait remarquer pour avoir produit une estampe en vingt-huit états, en vue d'avoir du succès auprès des collectionneurs.

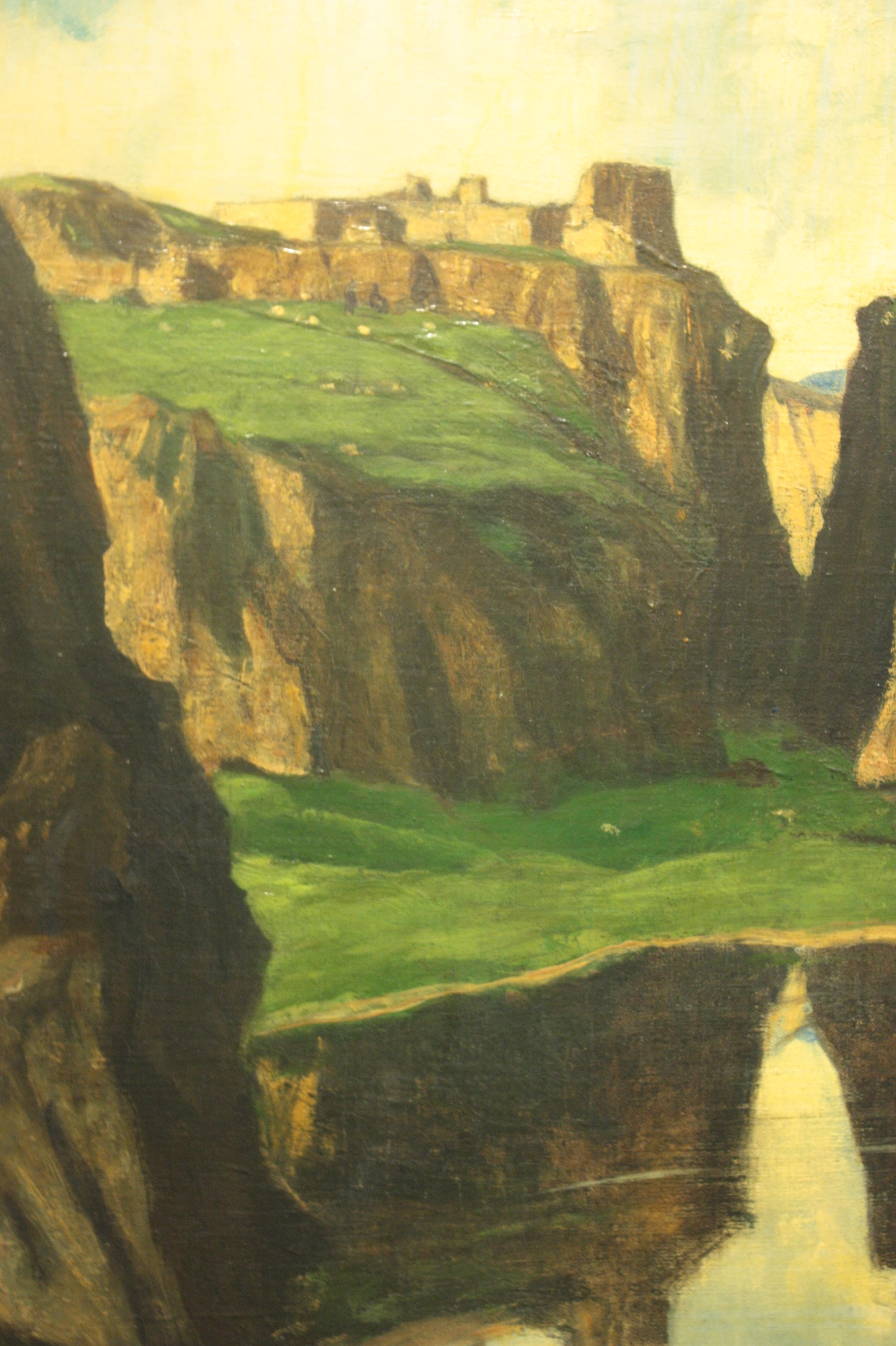
Rocks and Ruins (Les Rochers et les Ruines) en 1913.
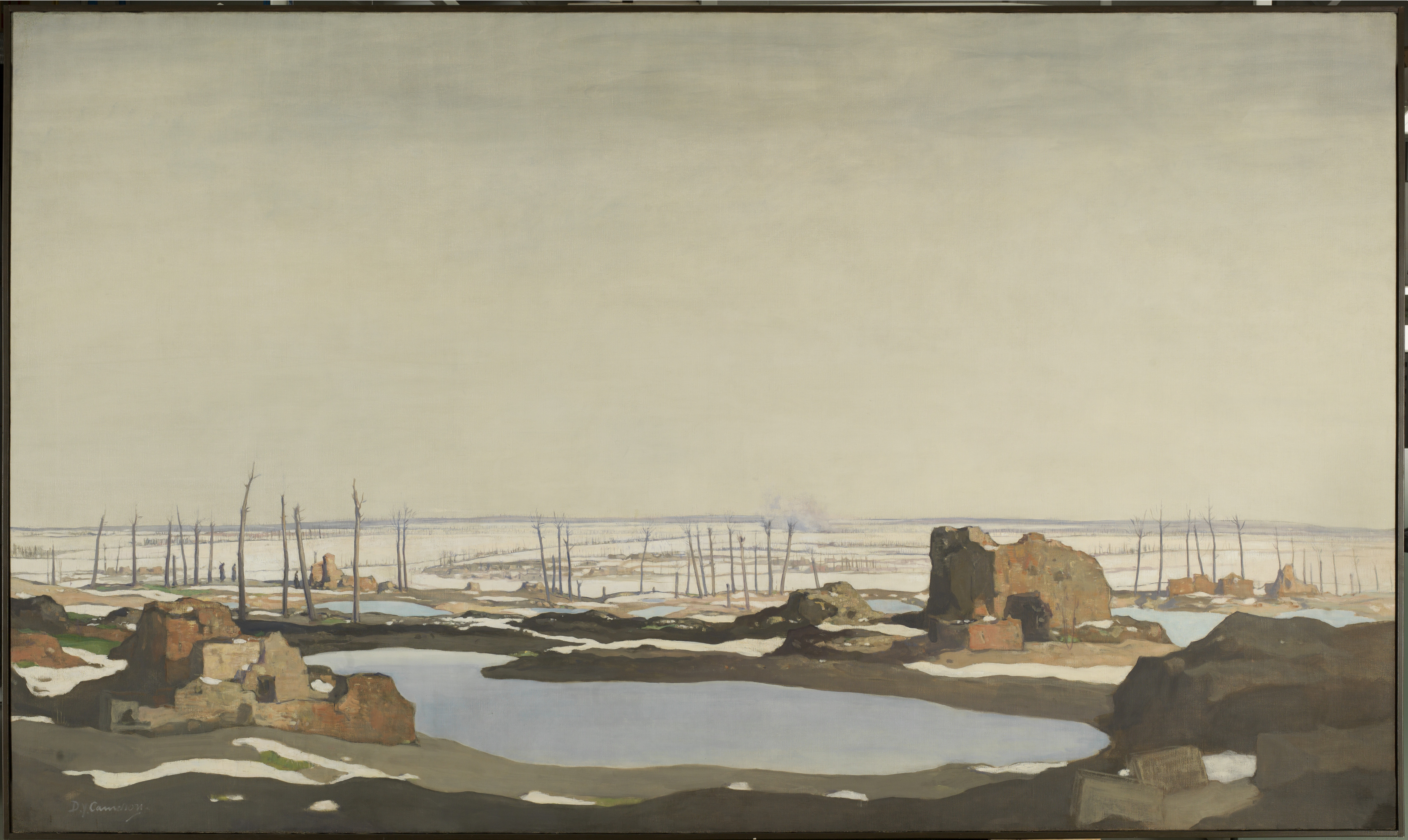
The Battlefields of Ypres, après 1920.
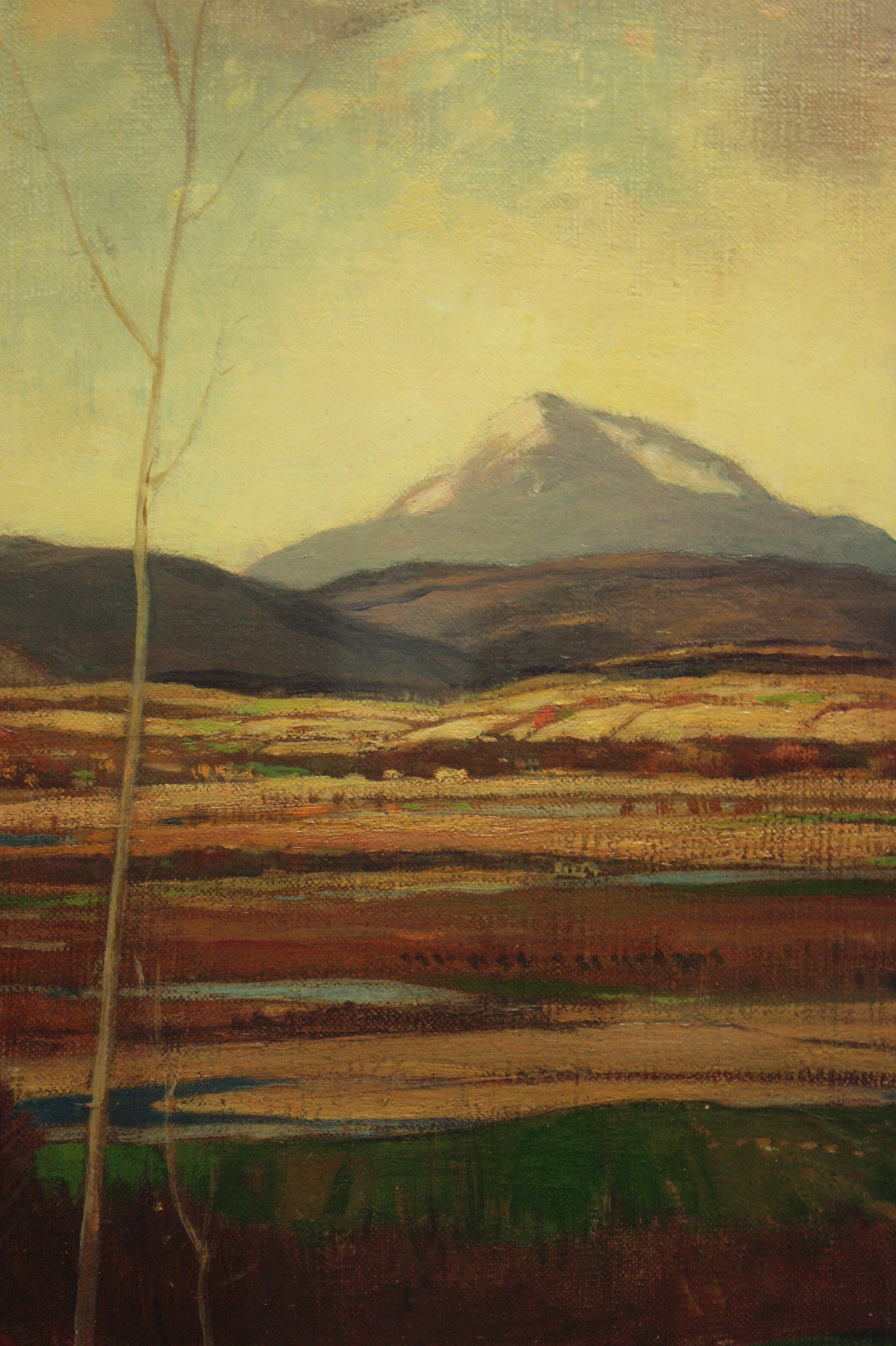
Ben Ledi[Note 1]
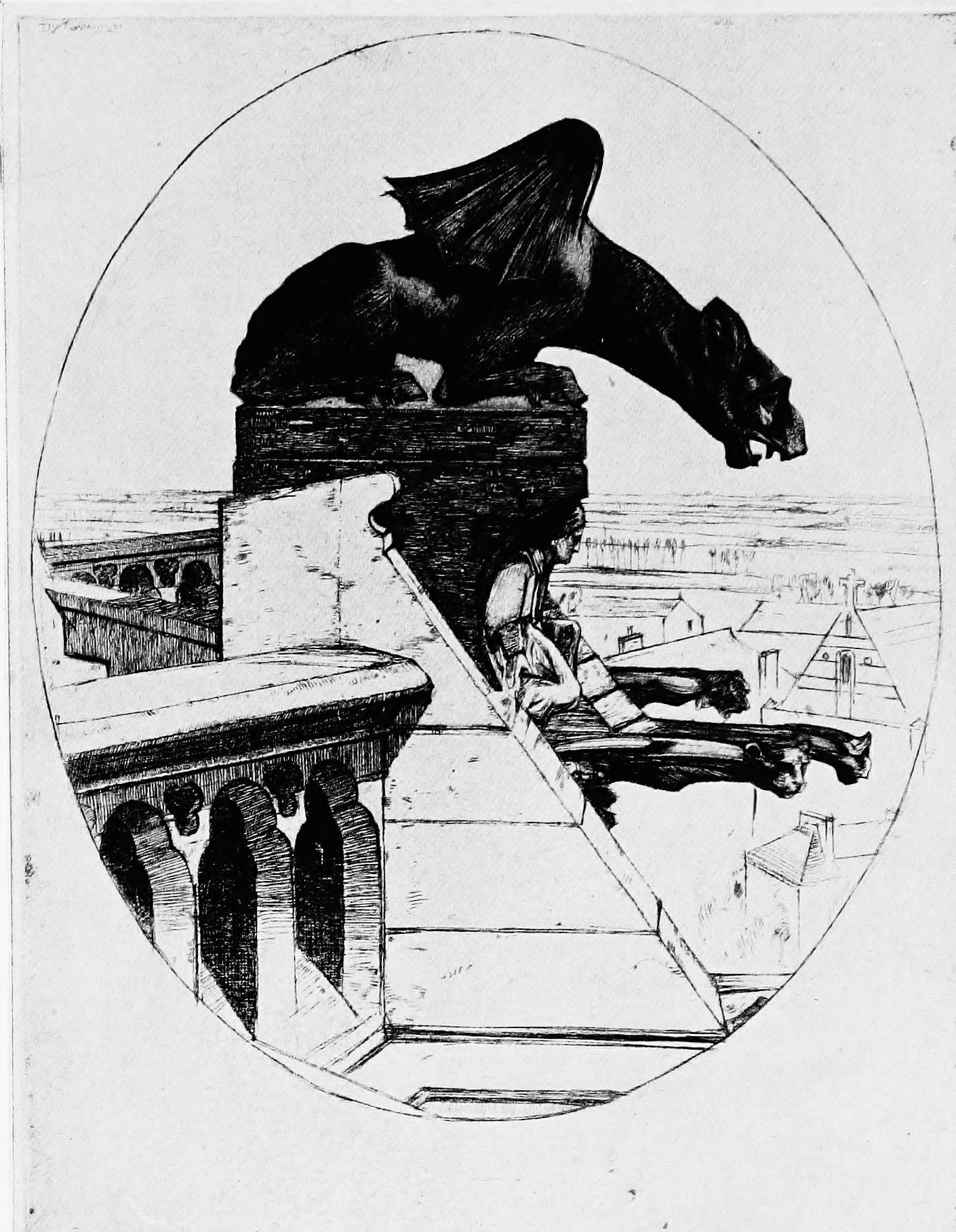
The Chimera of Amiens, eau-forte et pointe sèche (1913).

### Gravures
Liste non exhaustive :
- The Admiralty - 1889
- Perth Bridge - 1889
- The Old Revenge - 1889
- The Clyde at Symington - 1889
- Thames Barge - 1890
- White Horse Close, Edinburgh - 1891
- St. Enoch's Square - 1891
- Glasgow Scene - 1891
- The Broomielaw - 1892
- The Three Vagrants - 1892
- Pershire: Interior - 1893
- The Chapel and Founder's Tomb, Charterhouse - 1894-1910
- Upper Green, Charterhouse - 1894-1910
- Charterhouse Schools, Godalming - 1894
- T & R Annan & Sons - 1895
- Robert Louis Stevenson - 1895
- The Chapel and Founder's Tomb, Charterhouse - 1895
- Fancy Costume Ball - 1896
- Dryburgh - 1896
- Holyrood in 1745 - 1896
- Vale of Clyde - 1898[9],[10]
- Custom House - 1899
- The Horse Guards - 1899
- St, George's, Hanover Square - 1899
- The Admiralty - 1899
- The Rialto (Venice) - 1900
- Elcho on the Tay - 1900
- Angers Rue Des Filles Dieu - 1902
- On the Bradford - 1902
- Kingsgate, Winchester - 1902
- Ponte della Trinità - 1902
- Amboise - 1903
- Place Plumerau Tours - 1903
- Haddington - 1903
- A Norman Village - 1904
- Rue Saint Julien le Pauvre - 1904
- The North Porch, Harfleur - 1904
- John Knox's House - 1905
- The Workshop - 1905
- Old Saumur - 1905
- The Tweed at Coldstream - 1905
- Sycamore - 1905
- The Canongate Tollbooth - 1906
- St. Merri, Paris - 1906
- Damme - 1907
- The Belfry of Bruges - 1907
- Mar's Work, Stirling Castle - 1907
- Old La Roche - 1907
- Old St. Etienne - 1907
- Egyptian Mirror - 1909
- Turkish Fort - 1909
- The Towers of Charterhouse, Godalming - 1910
- The Chimera of Amiens - 1910
- The Mosque Doorway - 1910
- Yvon - 1911
- Dinnet Moor - 1912
- Ralia - 1912
- Aquamanile - 1913
- Ben Ledi - 1914
- Scottish Women's Hospital - 1914
- Souvenir d'Amsterdam - 1915
- St. Aignan, Chartres - 1916
- Maut - 1917
- The Lion and the Unicorn - 1921
- Thermae of Caracalla - 1923
- Stonehenge - 1928
- Loch Eil - 1929
- Craigmilar Castle. - 1931
- Gloucester - 1931
- Castle Moyle - 1932
- Tantallon - 1932
- Siena - année inconnue[9]
- Westport - année inconnue[9]
- Veronica, a maid of Italy - année inconnue[9]
- Le crucifix - année inconnue[9]
- A Lowland River - année inconnue[9]
- The Flower Market - année inconnue[9]
- The Palace, Stirling Caste - année inconnue[9]

### Peintures
- Ypres II - 1910-1914
- Stirling Castle - 1914 circa
- Rue du Bourg, Chartres - 1917
- A Dark Valley - 1917
- Les Îles de Morar, Écosse, 1917, huile sur bois, Musée national des beaux-arts du Québec[11]
- Kilchurn Castle, Loch
- The storr mountain gale over the Isle of Skye
- The Wilds of Rannoch
- Appin Pier, huile sur toile, 34,2 × 49,8 cm, musée des beaux-arts de Brest, don de la ville de Glasgow en 1948[12]
- Sunrise on Badenoch Hills, huile sur toile[13]